# 안토니에타 스텔라

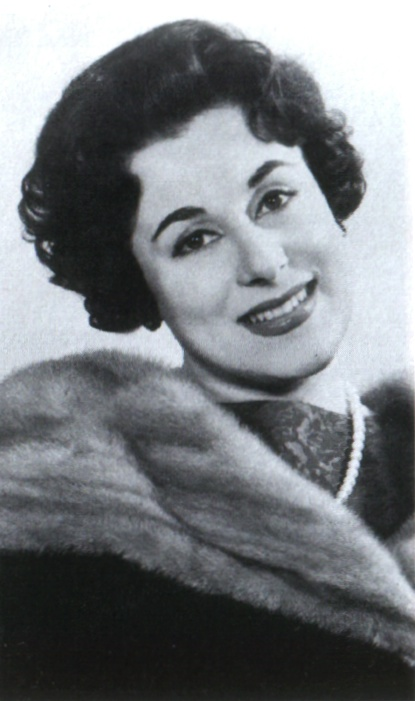
안토니에타 스텔라(1960년대)

안토니에타 스텔라(이탈리아어: Antonietta Stella, 1929년 3월 15일~2022년 2월 23일)는 이탈리아의 소프라노 가수이다.
그녀는 테발디, 칼라스 등과 함께 최후의 대형가수로 불리는 프리마돈나이다. 그 비할 바 없는 미성(美聲)과 뛰어난 용모는 절찬을 받고 있다. 특히 비극적인 여주인공으로서 오페라에서는 없어선 안될 가수였다.
이탈리아 페루자에서 태어나 1950년에 스포레토의 콩쿠르에서 <트로바토레>의 레노라 역으로 입상하였다. 다음해의 베르디 사망 50년제 때에는 로마 가극장에서 델 모나코의 상대역으로 뽑혀 <운명의 힘>의 레오노라를 불렀다. 1953년에 라 스칼라 극장, 1956년에는 메트로폴리탄가극장의 화려한 무대에 초청되었으며 1958년의 푸치니 탄생 100년제에서 푸치니 주연자상을 받아 명실공히 이탈리아의 프리마돈나의 지위를 확립시켰다. 2022년 2월 23일 92세 나이로 세상을 떠났다.

## 참고 문헌
- 이 문서에는 다음커뮤니케이션(현 카카오)에서 GFDL 또는 CC-SA 라이선스로 배포한 글로벌 세계대백과사전의 "스텔라" 항목을 기초로 작성된 글이 포함되어 있습니다.